# Смектити
Смектити — 
- 1. Загальна назва мінералів групи монтморилоніту: бейделіт, гекторит (різновид монтморилоніту, що містить до 1,5 % Li2O), монтморилоніт, нонтроніт, сапоніт. Загальна формула за К.Фреєм: X0,33Y2Si4O10(OH)2•4H2O, де Х — Са або Na, Y — Al, Fe3+, Cr, Mg, Ni, Zn, Li. Мінерали цієї групи кристалізуються у моноклінній сингонії. Їх густина 2-3, твердість 1-2. Колір змінюється від білого до жовтого, зеленого, бурого в залежності від складу, зокрема вмісту заліза. Смектити складені дрібними частинками крупністю 1 мкм і менше. У міжпакетних просторах ці мінерали містять велику кількість рідини (вода, ропа тощо). Утворюються як продукти зміни вивержених гірських порід, метаморфізму, гідротермальної зміни плагіоклазів. Використовуються для приготування бурових розчинів, як керамічна сировина, наповнювачі при виготовленні паперу, ґуми, фарби, у косметиці, як каталізатор, сорбент, а також формувальний матеріал. Термін запропонований імовірно ще у 1758 р. Кронстедтом, введений у науковий обіг В.Брауном (V.G.Brown) у 1955 р.

- 2. Болюс (бол) — тонкоземлисті аґреґати глинистих мінералів з переважанням монтморилоніту, кварцу і кальциту (продукт руйнування базальтових пор).